# Skanzen (Szentendre)
Skanzen (eigentlich: Szabadtéri Néprajzi Múzeum – Ethnographisches Freilichtmuseum, siehe Skansen) ist das größte Bauernhofmuseum in Ungarn. Es befindet sich westlich der Donaustadt Szentendre an den zum Donau-Eipel-Nationalpark gehörenden Ausläufern des Pilisgebirges im Komitat Pest, rund 24 Kilometer nördlich von Budapest.

## Grundkonzept

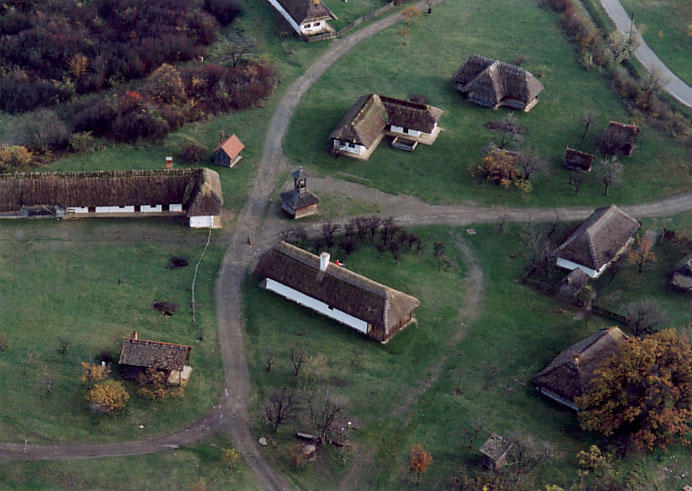
Luftbild der Region Westtransdanubien.

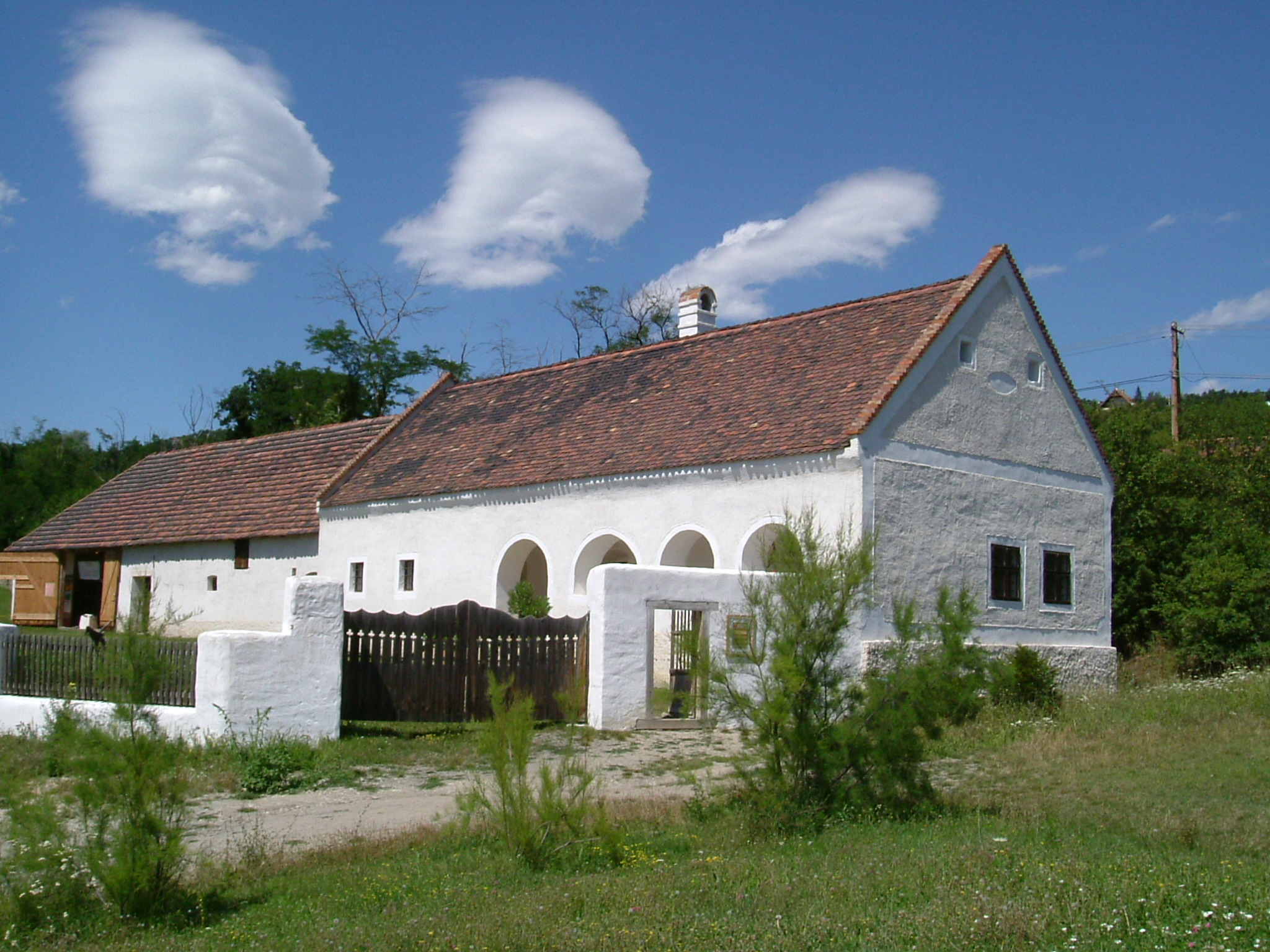
Gehöft aus der westlichen Plattenseeregion.

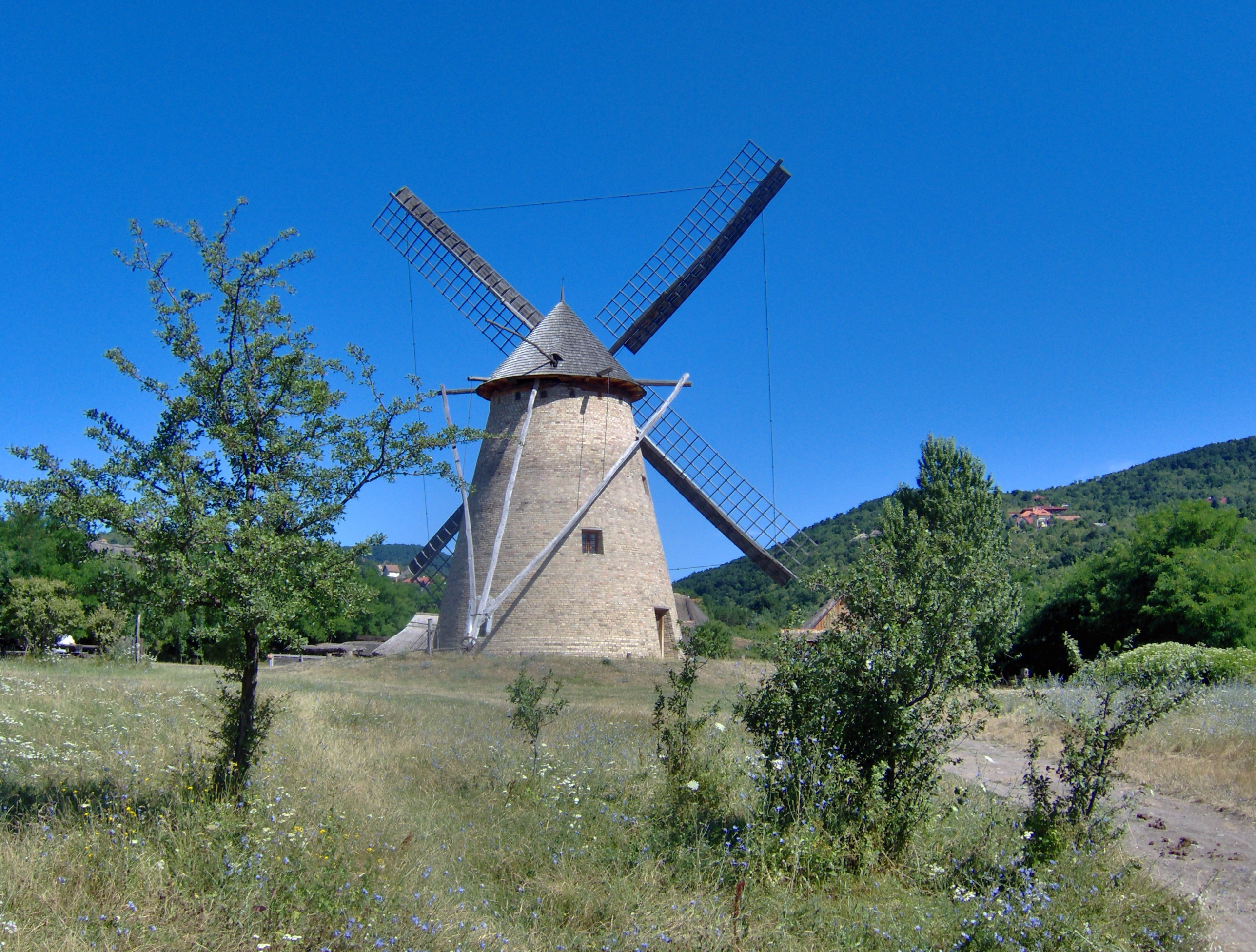
Windmühle aus der Großen Tiefebene.

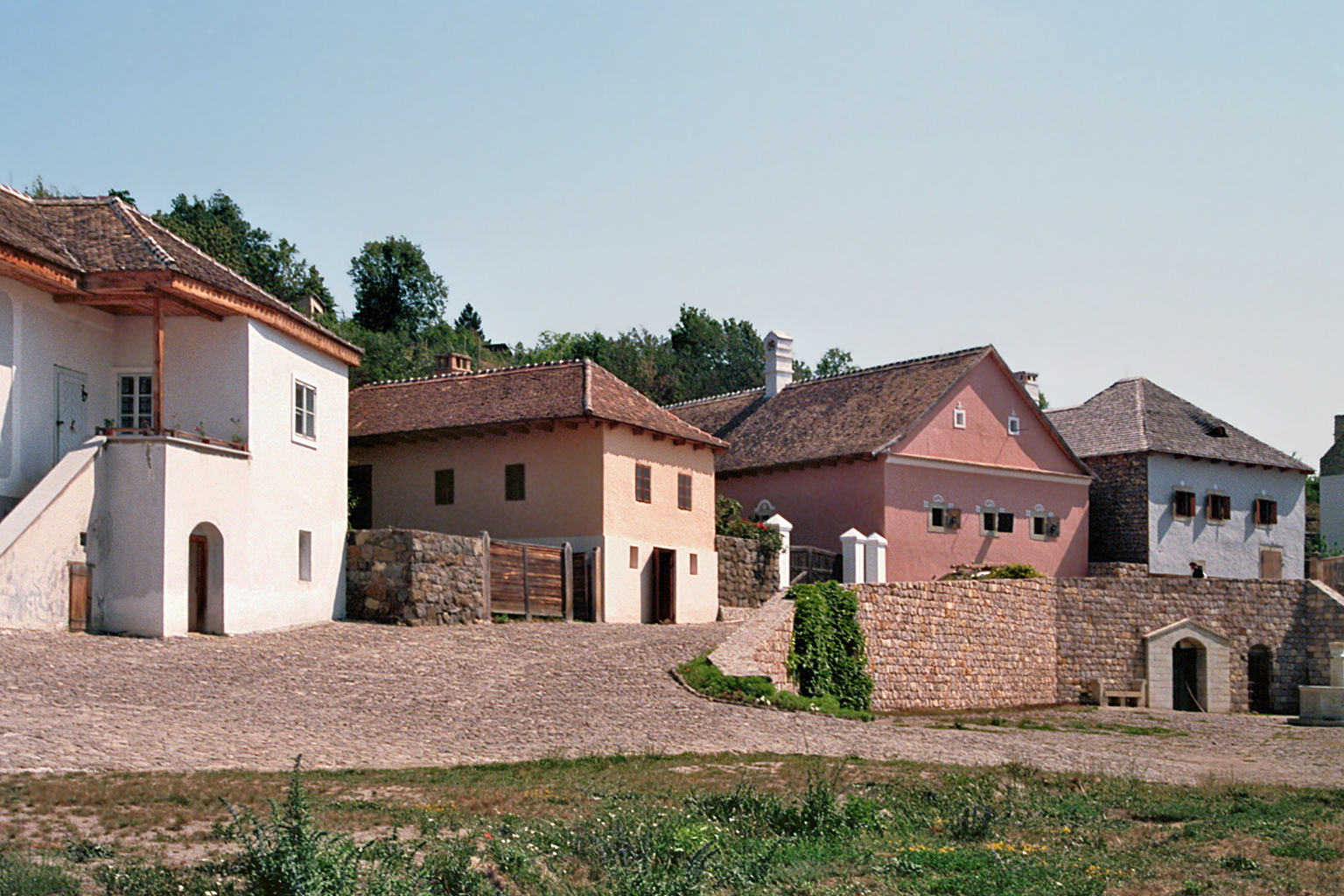
Im Hochlanddorf.

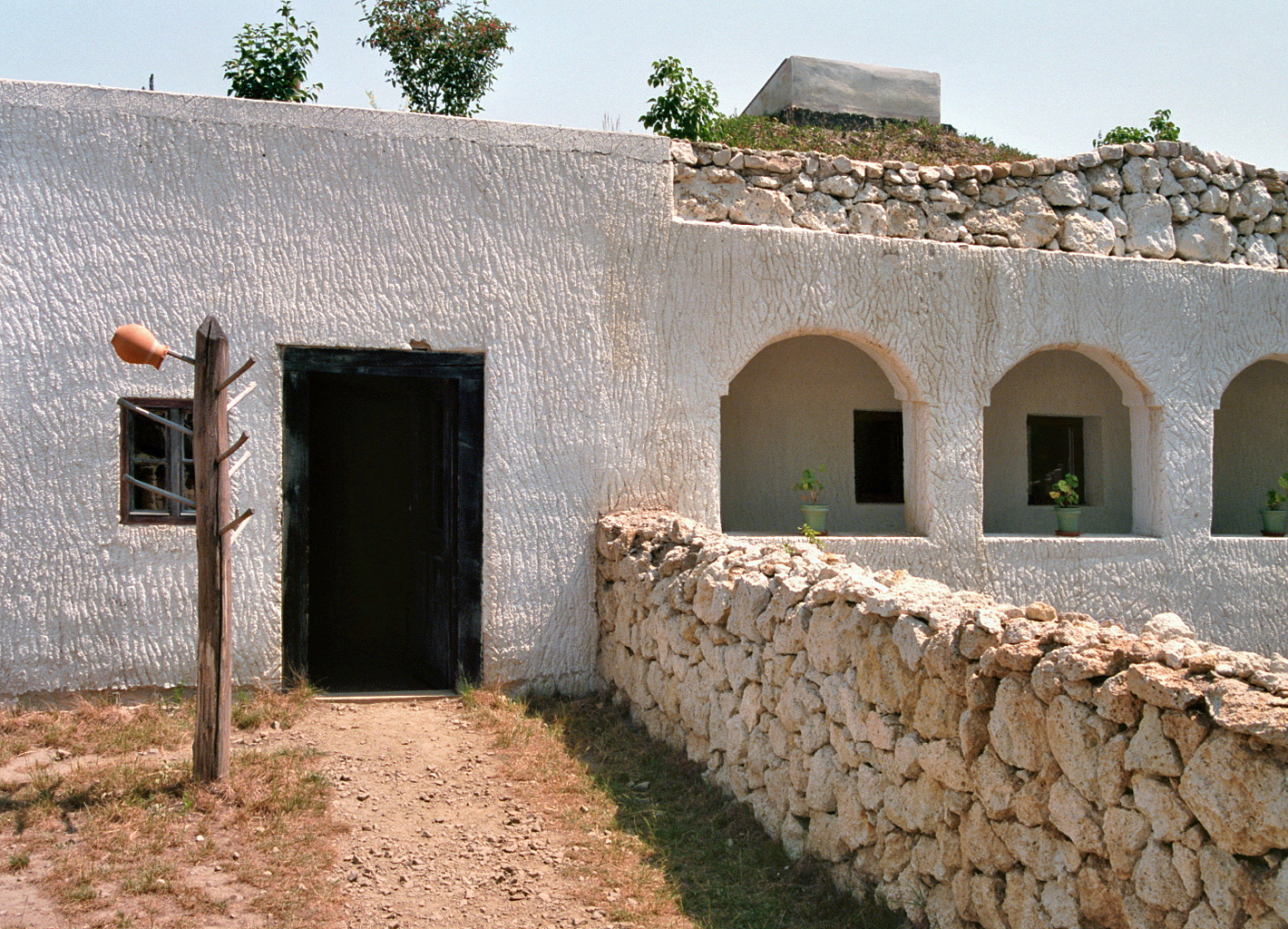
Nordungarische Höhlenwohnung.

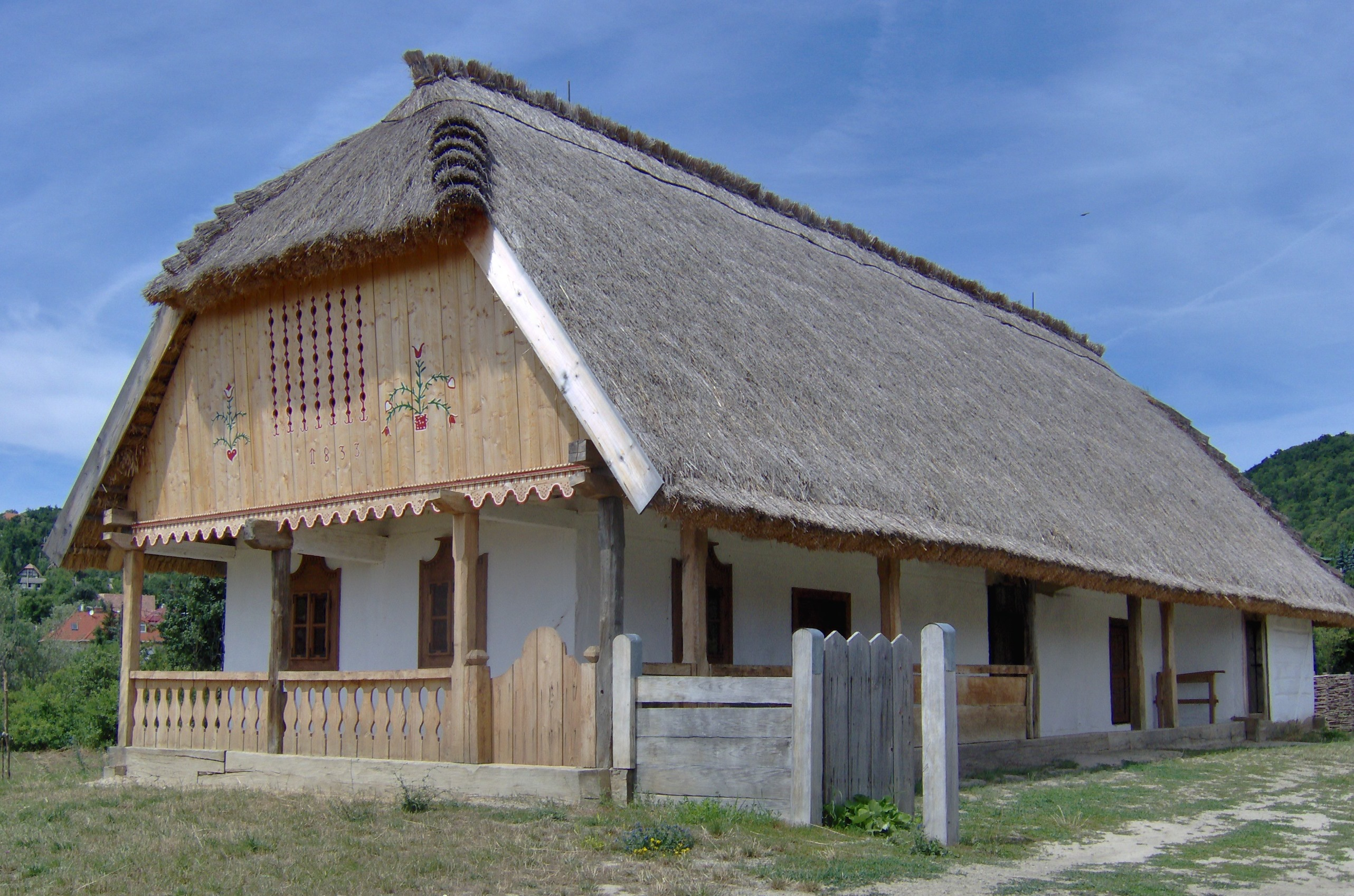
Südtransdanubisches Gehöft.

Die Gründung des Museums erfolgte am 1. Februar 1967 als Dorfmuseumsabteilung des Ethnographischen Museums in Budapest. In der Folge erweiterten die Verantwortlichen die Sammlungen auf dem ursprünglich 46 Hektar großen Gelände bei Szentendre stetig. Heute nimmt Skanzen 60 Hektar ein. 1972 wurde das Freilichtmuseum zum unabhängigen Landesmuseum und 1981 auch zum wissenschaftlichen Forschungsinstitut. Das Konzept ist es, bedeutende und aussagekräftige bäuerliche Gehöfte und dörfliche Wohnhäuser samt wertvoller regional typischer Kirchen, Kapellen und frühindustrieller Produktionsstätten an den Ursprungsorten aufzukaufen, abzutragen und im Museum fachgerecht wiederaufzubauen. Dabei entstehen künstliche, doch im Museum homogen wirkende Dorfzusammenstellungen für alle Großregionen Altungarns, wie es vor dem Ersten Weltkrieg bestand. Wesentliche Objekte und Gebäude, die für eine museale Dokumentation wichtig sind, jedoch nicht vom Ursprungsort beschafft werden können, sind im Maßstab 1:1 als Rekonstruktionen zu sehen. Die meisten Gebäude dokumentieren das ungarische Leben vom 18. bis zur Mitte des 20. Jahrhunderts.
Die bisher existierenden dörflichen Zusammenstellungen stammen aus folgenden Regionen:
- Oberes Theißgebiet (seit 1974)[3]
- Kleine Ungarische Tiefebene (seit 1987)[3]
- Westtransdanubien (seit 1993)[3]
- Südbakony, Plattensee-Oberland (seit 2000)
- Südtransdanubien (seit 2005)
- Das nördliche Hochland um Tokaj (seit 2006)
- Nordungarn (seit 2010)
- Große Ungarische Tiefebene (seit 2012)

Folgende regionale Konzeptionen sind noch geplant:
- Mittleres Theißgebiet
- Siebenbürgen
- weitere ehemals ungarische Gebiete
- Dorflandschaft im 20. Jahrhundert

Zum Konzept der Museumsfachleute gehört es, alle Höfe auch im Inneren so erscheinen zu lassen, als würden die Bewohner immer noch darin leben. Daher sind die meisten Räumen mit regional typischen Einrichtungsgegenständen ausgestattet worden. In etlichen Gebäuden sind Museumsmitarbeiter teilweise in alten Trachten zugegen, um interessierte Besucher in die historischen Lebenswelten einzuführen. In einigen Häusern wurden typische selbsterklärende Szenen aus dem bäuerlichen Leben aufgebaut. So eine Hochzeit, zu der ungarische Musik erklingt oder Backszenen, die dem Besucher mit Videomaterial die Vorgänge aufzeigen. Der Wirtschaftstrakt eines ehemaligen ungarndeutschen Gehöfts aus Hidas in Südtransdanubien dient seit 2012 als Dokumentationszentrum für die Vertreibung der größten ungarischen Minderheit, der Deutschen, ab 1946. Doch auch das Schicksal anderer Minderheiten nach 1945 sowie die damalige Flucht vieler Ungarn wird anhand von Dokumenten, Fotos und Videoinstallationen, bei denen Betroffene zu Wort kommen, greifbar. Der Nachbau eines ungarischen Güterwaggons steht dabei für das unwürdige Schicksal der Vertriebenen. Viele Ungarndeutsche wurden von der ungarischen Regierung entrechtet, enteignet und zur Zwangsarbeit in die Sowjetunion verschleppt.
In einer historischen Bäckerei aus der Großen Tiefebene, die von 1940 bis 1998 in Izsák betrieben wurde, können auf traditionelle Art hergestellte Backwaren erworben werden. Aus der gleichen Region, jedoch aus Jászárokszállás bei Jászberény – einer von einer ungarischen Minderheit geprägten Gegend – stammt eine ehemalige Csárdá und Poststation, die nun als Wirtshaus wieder in Betrieb genommen worden ist. In einem historischen Keller eines Kaufmannshauses aus Mád im nördlichen Hochland werden ungarische Weine ausgeschenkt.
Zum Museum gehört auch ein großes ethnographisches Studienzentrum, das den Endpunkt der durch das Museum führenden Bahnlinie bildet. 
Im Mittelpunkt der Museumsfläche liegt mit der Villa Rustica Szentendre-Skanzen, eines der größten archäologisch ergrabenen römischen Landgüter Ungarns. Die zwischen 1973 und 1975 erforschte Anlage, deren Fundamente bis 1984 restauriert und konserviert wurden, gehörte ursprünglich nicht zum Konzept der Museumsmacher und wurde nach der Entdeckung erst nachträglich in die Anlage integriert.
Neben der Villa Rustica wurde eine Freilichtbühne – das Amphitheater – für rund 800 Personen eingerichtet. Dort können Folkloredarbietungen, Konzerte oder Theateraufführungen stattfinden.

## Museumsbahn

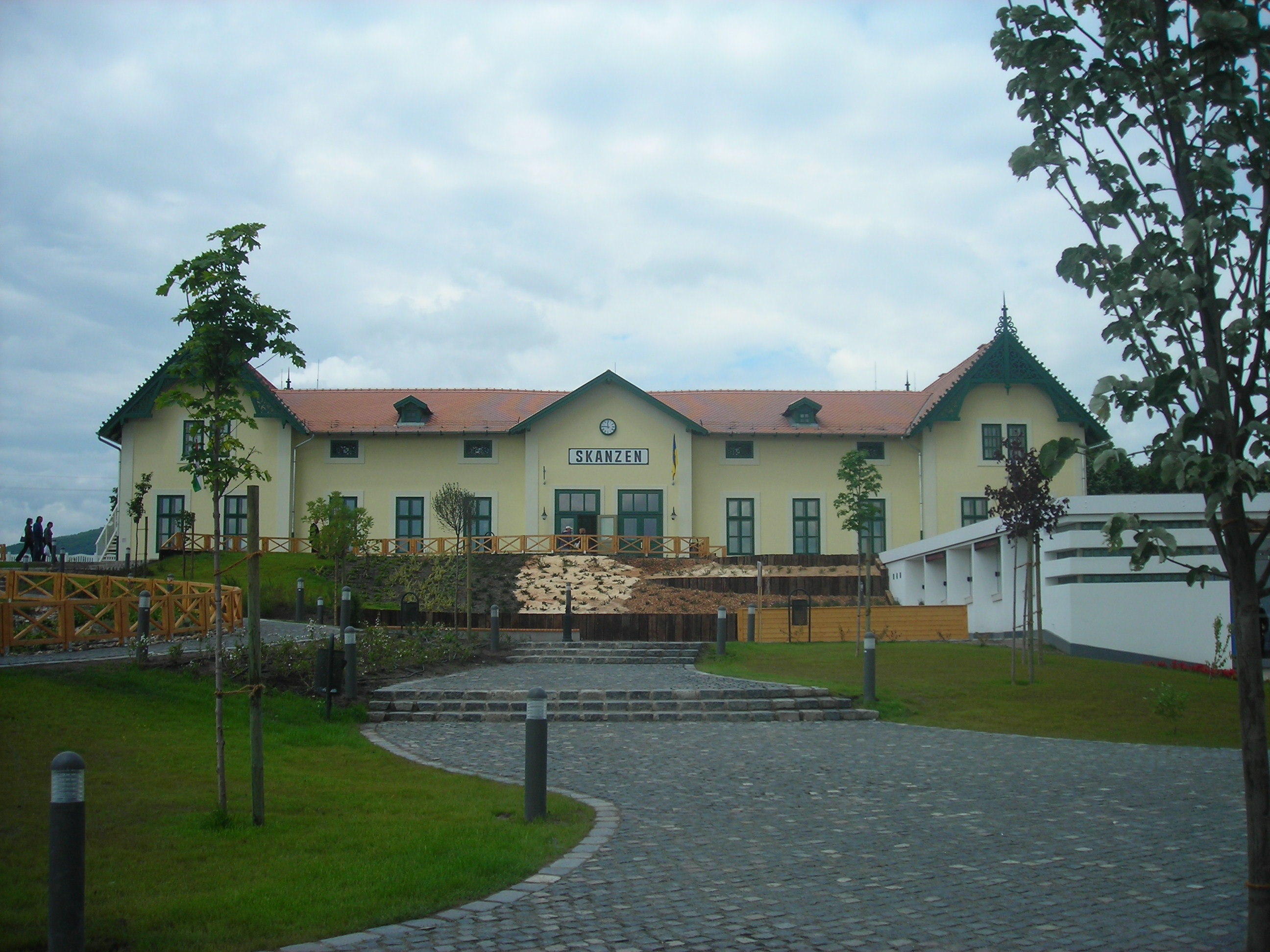
Der Museumszugang – ein Nachbau des Bahnhofs von Mezőhegyes.

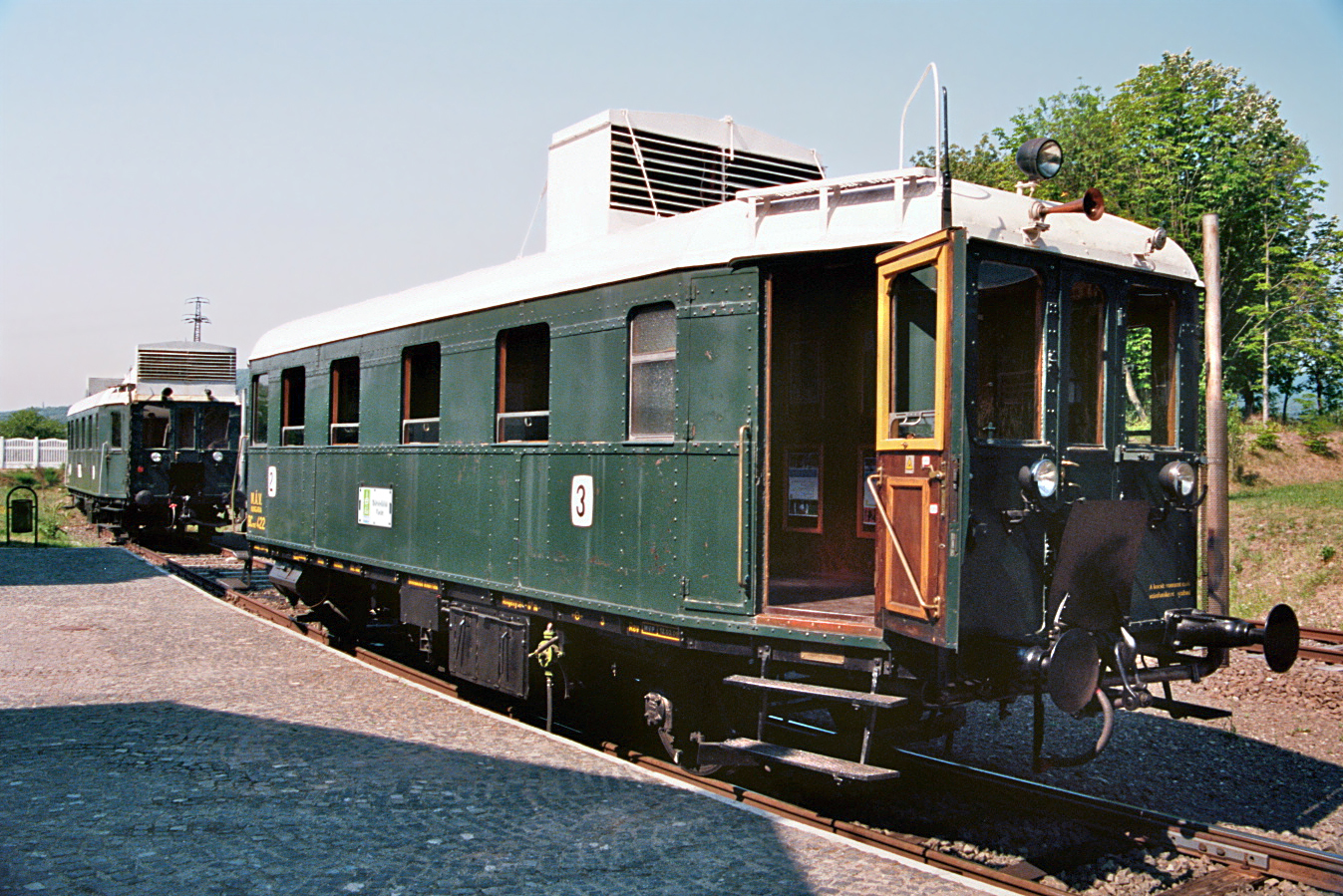
Die beiden Dieseltriebwagen.

Nach der Jahrtausendwende wurden mit der Planung und dem Bau der in Europa größten auf Normalspurweite laufenden Museumsbahn innerhalb eines Museums begonnen. Dazu wurde das ungarische Dieseltriebwagengespann der MÁV-Baureihe BCmot 390 aus den 1920er Jahren, das zuletzt als Traditionszug des Betriebswerks Szentes unterwegs war, erworben und historisch fachgerecht aufgearbeitet. 1932 ist der bewährte und in Ungarn vielseitig eingesetzte Motor des Erfinders György Jendrassik (1898–1954) eingebaut worden, der in der Ganz-Danubius Maschinenfabrik gefertigt wurde. Seit 2009 verbindet der Zug über 2,2 Kilometer an fünf Haltestellen die verschiedenen Museumsregionen und ist über behindertengerecht gestaltete Bahnsteige zu betreten. Im Zuge des Bahnbaus wurde auch ein Nachbau des Bahnhofs von Mezőhegyes aus der Großen Tiefebene in Skanzen errichtet und gleichfalls 2009 eingeweiht. Er bildet seither den neuen Eingangsbereich zum Museum.
Ein wiederaufgebauter mächtiger Getreidespeicher eines Gutshofes aus Nordungarn dient zusätzlich als Dokumentationsbereich zur Entwicklung der Eisenbahn in Ungarn, mit der die Modernisierung des Landes begann.

## Religiöse Zeugnisse

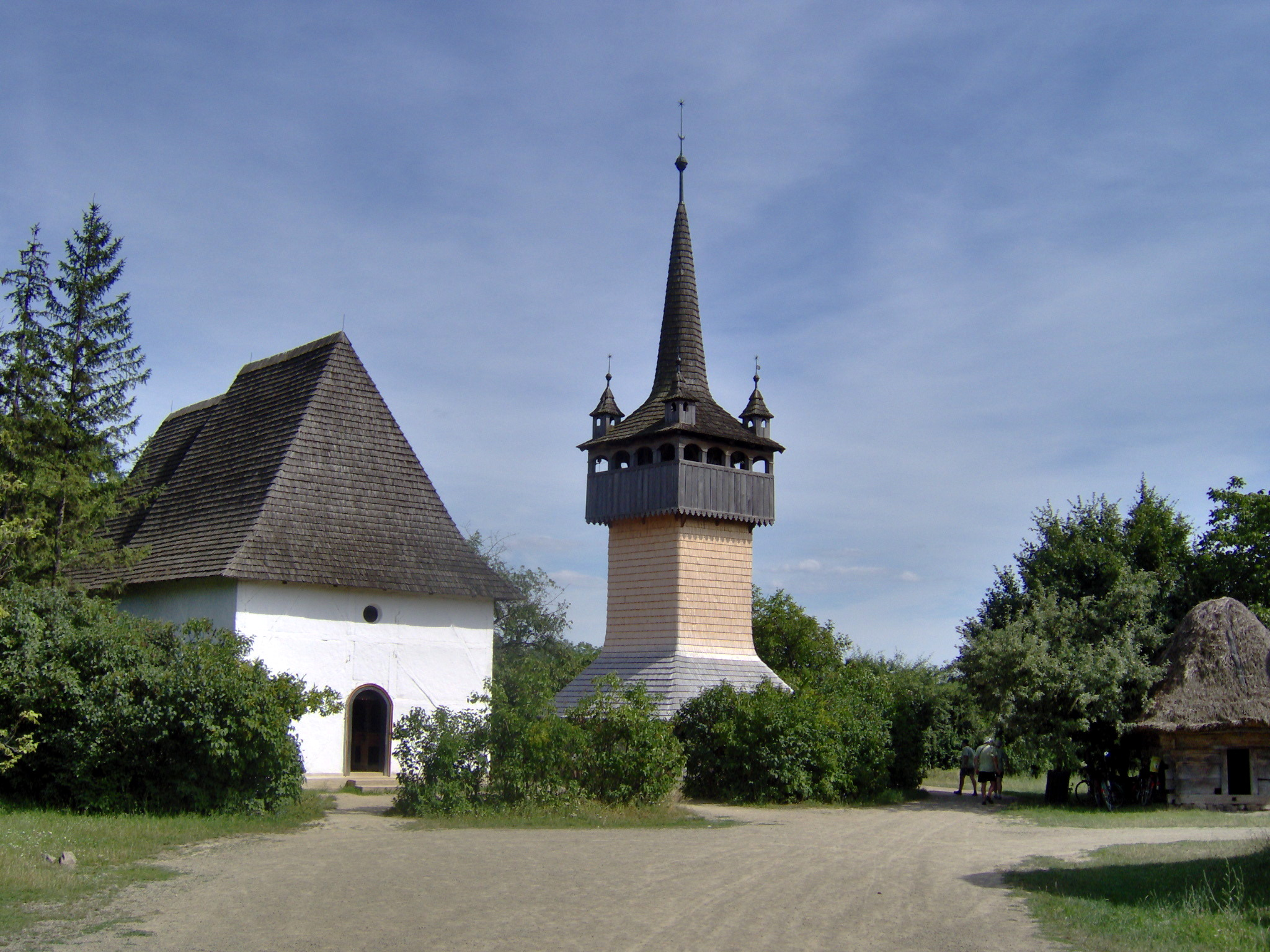
Die reformierte Kirche von Mánd mit dem Glockenturm aus Nemesborzova.

Im Freilichtmuseum sind heute vier Gotteshäuser zu besichtigen, die teilweise kulturgeschichtlich von großer Bedeutung sind und nach ihrem Wiederaufbau neu eingesegnet wurden. Dazu zählt die griechisch-katholische Holzkirche aus Mándok und die im Ursprung spätgotische reformierte Kirche aus Mánd in der oberen Theißregion neben der im Museum ein Glockenturm aus dem Nachbardorf Nemesborzova errichtet wurde. Neben diesen Unikaten kann eine typische Dorfkirche aus Óbudavár in der Bakony-Plattenseeregion sowie eine St.-Anna-Kapelle aus der Kleinen Tiefebene besucht werden. Es besteht die Möglichkeit, in den Kirchen Trauungen und Gottesdienste abzuhalten. Neben den Gotteshäusern sind mehrere Bildstöcke und ein Kalvarienberg auf dem Museumsgelände wiedererrichtet worden.
Daneben zeugen auch verschiedene Friedhofsdarstellungen der unterschiedlichen christlichen Glaubensrichtungen mit ihren regionalen Ausprägungen vom Glauben und Denken der bäuerlichen Bevölkerung.